# ماوريسيو بيريرا
ماوريسيو بيرييرا (15 مارس 1990 بمونتفيدو في الأوروغواي - ) هو لاعب كرة قدم إيطالي وأوروغواني في مركز الوسط. شارك مع منتخب الأوروغواي تحت 20 سنة لكرة القدم. أما مع النوادي، فقد لعب مع نادي كراسنودار ونادي لانوس وناسيونال مونتيفيديو.

## وصلات خارجية
- ماوريسيو بيريرا على موقع الاتحاد الدولي (مؤرشف)  (الإنجليزية)
- ماوريسيو بيريرا على موقع الدوري الأمريكي (الإنجليزية)
- ماوريسيو بيريرا على موقع إي إس بي إن إف سي (الإنجليزية)
- ماوريسيو بيريرا على موقع قاعدة بيانات كرة القدم.إي يو (الإنجليزية)
- ماوريسيو بيريرا على موقع Soccerway.com (الإنجليزية)
- ماوريسيو بيريرا على موقع عالم كرة القدم.نت (الإنجليزية)
- ماوريسيو بيريرا على موقع AS.com (الإسبانية)